# Kommunbrauhaus (Löffelsterz)

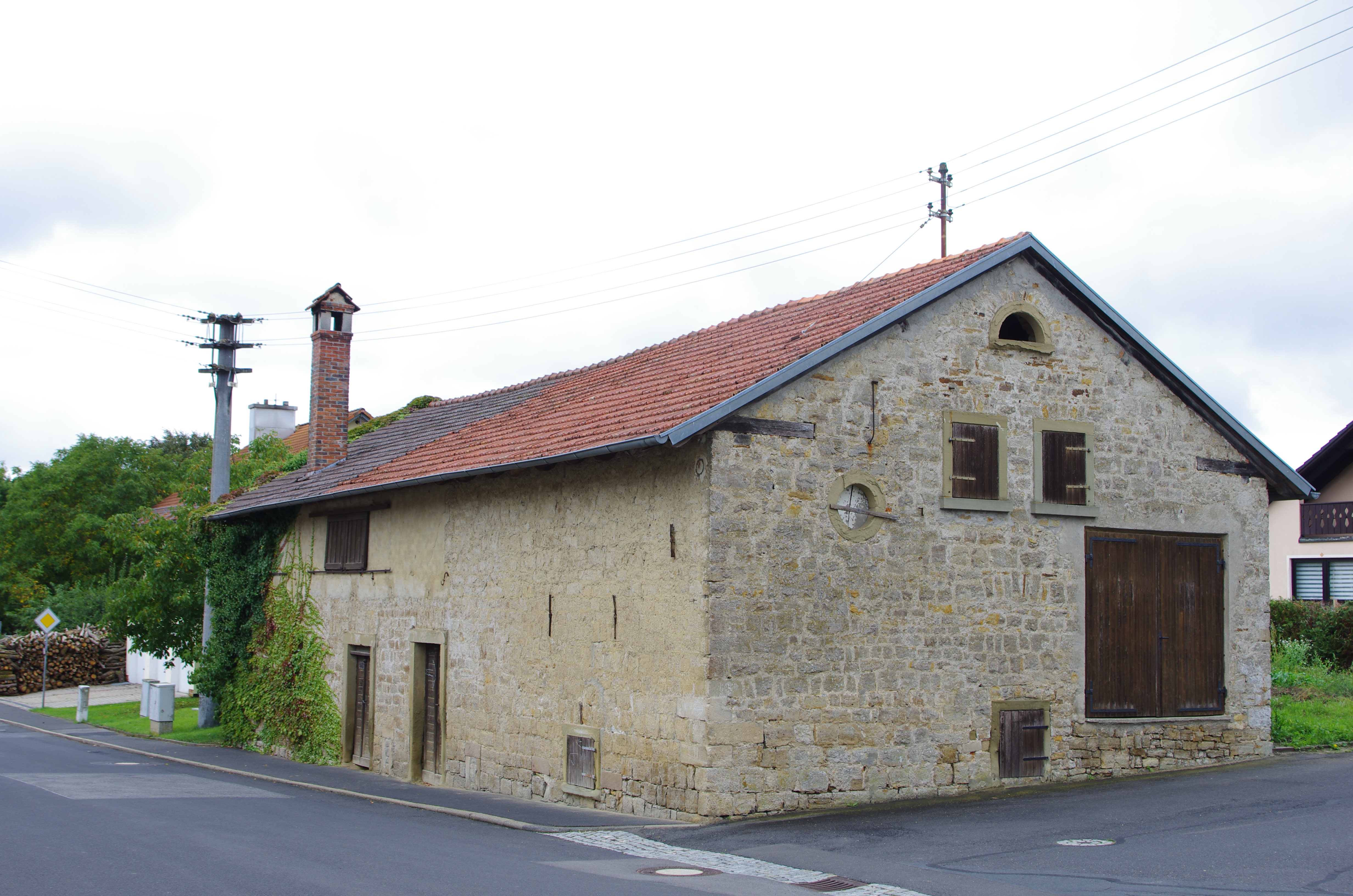
Kommunbrauhaus in Löffelsterz

Das Kommunbrauhaus in Löffelsterz, einem Ortsteil der Gemeinde Schonungen im unterfränkischen Landkreis Schweinfurt in Bayern, wurde Mitte des 19. Jahrhunderts errichtet. Das Kommunbrauhaus an der Löffelsterzer Hauptstraße 5 ist ein geschütztes Baudenkmal. 
Der erdgeschossige Bruchsteinbau mit flach geneigtem Satteldach hat Eingänge mit Sandsteinrahmungen.